# Parlamentarische Versammlung bei den Vereinten Nationen

Vorgeschlagene Flagge

Eine Parlamentarische Versammlung bei den Vereinten Nationen (kurz UN-Parlament oder Weltparlament, englisch UNPA für United Nations Parliamentary Assembly) soll nach dem Willen vieler Internationaler Organisationen, Internationaler Nichtregierungsorganisationen und internationaler Netzwerke als neues Organ der Vereinten Nationen eingerichtet werden.

## Geschichte
Die Idee eines UN-Parlaments bestand bereits bei der Gründung der Vereinten Nationen im Jahre 1945, wurde jedoch bis in die 1990er Jahre nicht in größerem Umfang vertreten. Mit der fortschreitenden Globalisierung wurde der Ansatz in den letzten Jahren aber wieder aktuell: Nationale Parlamente und NGOs versuchen, Bürgerpartizipation und Demokratie in den internationalen Institutionen zu stärken.

## Vision
Die Delegierten dieser parlamentarischen Versammlung sollen je nach Vorschlag von den Parlamenten der Mitgliedstaaten entsandt oder direkt von den Bürgern der Mitgliedstaaten gewählt werden. Die Versammlung könnte nach Artikel 22 der UN-Charta durch einen Beschluss der UN-Generalversammlung als Nebenorgan eingerichtet werden. Hierzu würde eine einfache Mehrheit reichen. Die Einrichtung als Hauptorgan wäre auch möglich. Dies würde jedoch eine Änderung der UN-Charta erfordern. Dazu wäre nach Artikel 108 derselben eine Zwei-Drittel-Mehrheit in der UN-Generalversammlung inkl. der Zustimmung aller fünf UN-Vetomächte sowie die Ratifizierung durch zwei Drittel der Mitgliedstaaten der Vereinten Nationen notwendig.
Ebenfalls denkbar wäre die Einrichtung als Internationale Organisation, welche durch eine Kooperationsvereinbarung an die Vereinten Nationen gekoppelt würde. So wird auch diskutiert, die Interparlamentarische Union, eine parlamentarische Versammlung, an der Delegierte von 147 Parlamenten teilnehmen, als „parlamentarischen Arm“ in die Vereinten Nationen zu integrieren. Die Interparlamentarische Union besteht seit 1889 und kann keine verbindlichen Entscheidungen treffen. Es existiert auch keine institutionelle Verbindung mit der UNO. Seit 2003 hat sie jedoch einen Beobachterstatus bei der UN-Generalversammlung.

## Unterstützer
Zu den führenden Vertretern der Idee in Deutschland und international gehören Andreas Bummel, Mitgründer der Kampagne und Geschäftsführer von Democracy without Borders, sowie der Europaabgeordnete Jo Leinen. Als Ko-Autoren veröffentlichten sie im März 2017 das Buch Das demokratische Weltparlament: Eine kosmopolitische Vision im Dietz-Verlag.
Mit dem Europäischen Parlament, der Parlamentarischen Versammlung des Europarates, dem Pan-Afrikanischen Parlament und dem Lateinamerikanischen Parlament sprechen sich vier kontinentale parlamentarische Institutionen in der Welt für die Einrichtung einer parlamentarischen Versammlung bei den Vereinten Nationen aus. Als erstes nationales Parlament unterstützt das argentinische Parlament den Aufruf für ein Parlament bei den Vereinten Nationen.
Im Jahr 2010 sprach sich neben dem Bundesvorstand von Bündnis 90/Die Grünen auch Bob Brown, der parlamentarische Vorsitzende der Australian Greens, für die Einrichtung eines UN-Parlaments aus. Im Juni 2011 forderte das Europäische Parlament auch den Rat der EU auf, sich im Rahmen der Gemeinsamen Außen- und Sicherheitspolitik für ein UN-Parlament einzusetzen. Diese Forderung wurde in einem offenen Brief an die Bundeskanzlerin und den Außenminister aufgegriffen, der von 37 Vereinen und Verbänden und zahlreichen Persönlichkeiten unterzeichnet und am 20. September 2011 veröffentlicht wurde. Zu den Unterzeichnern zählten unter anderem Sigmar Gabriel, Hans Eichel, Erwin Teufel, Rita Süssmuth und Heiner Geißler sowie zahlreiche Professoren, rund 70 Abgeordnete aller Parteien aus dem Bundestag und dem Europäischen Parlament, Attac, der Bund für Umwelt und Naturschutz, die Deutsche Gesellschaft für die Vereinten Nationen, die Jungen Europäischen Föderalisten und World Vision.
In der Schweiz legte Daniel Jositsch Ende 2018 mit der Unterstützung des gesamten Ständerats ein Postulat dem Bundesrat vor. Darin verlangte er einen Bericht über die Einschätzung zur Demokratiequalität der UNO, zu allfälligen Verbesserungsmassnahmen und zur Frage, ob der Bundesrat die Schaffung einer parlamentarischen Versammlung in der UNO als zweiter Kammer als zweckmäßiges Modell erachte. Der Bundesrat empfahl das Postulat zur Annahme. Daraufhin wurde der Bericht des Bundesrats im Dezember 2021 publiziert.

## Kampagne für ein UN-Parlament
Im April 2007 hat sich in der „Kampagne für eine Parlamentarische Versammlung bei den Vereinten Nationen“ ein internationales Netzwerk von Nichtregierungsorganisationen und Parlamentariern formiert, das ausschließlich an diesem Ziel arbeitet. Der Kampagne haben sich inzwischen rund 1500 Abgeordnete und mehr als 250 Nichtregierungsorganisationen aus aller Welt angeschlossen. Sekretariat der Kampagne ist der 2003 gegründete in Berlin ansässige Verein Democracy without Borders (vormals: Komitee für eine demokratische UNO). Zu den Unterstützern gehören beziehungsweise gehörten auch Prominente wie Emma Thompson, Edgar Mitchell, Günter Grass, Roméo Dallaire oder Boutros Boutros-Ghali.

## Weltparlament in der Fiktion
- In dem Film Der 200 Jahre Mann existiert ein Weltparlament. Im Verlauf der Handlung entscheidet es darüber, ob der Protagonist Andrew als Mensch anerkannt wird. Sein Sitz wird in Washington D. C. lokalisiert.